# セント・マイケル・ル・ベルフリー教会
セント・マイケル・ル・ベルフリー教会（セント・マイケル・ル・ベルフリーきょうかい、英語: St Michael le Belfrey）はイングランドのノース・ヨークシャー州ヨークにある英国聖公会の教会であり、市の中心部にあるヨーク・ミンスターと直接向き合った形になっている。

## 歴史

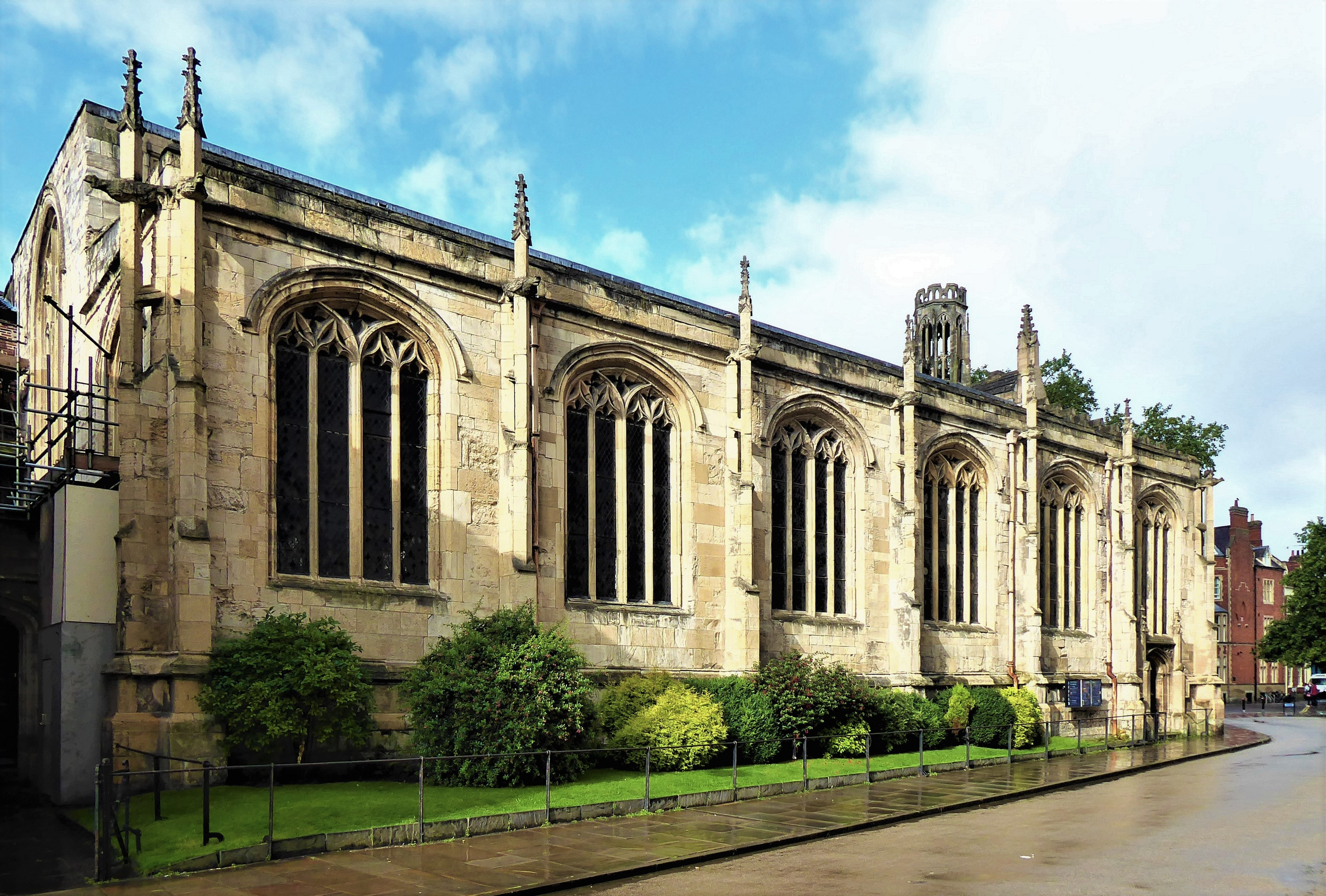
セント・マイケル・ル・ベルフリー教会

現在ある教会建物は1525年から1537年にかけて建てられ、少なくとも1294年に設立された教会の後を継いだ。この教会は1570年4月16日にガイ・フォークスが洗礼を施された場所として知られる。彼はのちにカトリック教徒となるのだが、それが1605年に起きた火薬陰謀事件が未遂に終わるきっかけともなった。ヨーク出身のイギリス人探検家であるクリストファー・レヴェットとヨークシャー州ギーズリー教区のロバート・モア牧師の娘であるマーシー・モアが結婚式を挙げた場所でもある。さらにはこの教会の近くには4世紀のローマ皇帝であるコンスタンティヌス1世がローマ皇帝を宣言した場所もある。
1867年に西側にある正門とベル・コットが造られ、建築家のジョージ・ファウラー・ジョーンズにより管理された。建物の正面にあるステンドグラスは19世紀初頭にジョン・ノールズの手で復元された。

### 近況
1970年代初頭、セント・マイケル・ル・ベルフリー小教区は近くのセント・カスバート教会と結びついた。1960年代後半に牧師のデイビッド・ワトソンの指揮の下でリバイバルを経験し、もはや建物に礼拝者を収容し切れなくなっていた。1970年代にも礼拝者数は増え続け、教会はカリスマ運動リニューアルの中心的存在として知られるようになった。

## 現在の教会
デイビッド・ワトソン時代の下で促進させた独創性反映は継続されている。午前9時のより改まった朝の奉仕である「XII」、午前11時の家族奉仕、および「The6」と呼ばれる夕方の奉仕という3つの奉仕が常に行われており、その何れもが現代の礼拝を象徴するようなより打ち解けた形式になっている。「都会でのキリスト教（Faith in the City）」と呼ばれる奉仕は水曜日の昼食時の午後0時半に開かれ、都会の労働者のために週の中頃の昼食時に30分程度の短い礼拝を提供した後に軽食が振る舞われることになっている。
教会は国内外の社会福祉活動に携わっている多くの教区教会組織だけではなく、ライディング・ライツ、ヨークスクールズ・アンド・ユーストラスト（York Schools and Youth Trust、略称：YoYo）、アルファUKなどとも連携している。教会は人脈があるワンボイス・ヨーク（One Voice York）や福音同盟、非営利キリスト教福音主義団体のニュー・ワインの会員でもある。
セント・マイケル・ル・ベルフリー教会の娘教会であるG2 は、ヨーク・セントラル・メソジスト教会において日曜日に2度集会を開いている。
ベルフリー（通称）は英国聖公会のより大規模な教会であり、現在の司教代理はマシュー・ポーター牧師である。他の上位聖職者にはアンディ・ベーカー牧師（副司教代理）とヴィッキー・イール牧師（助任司祭）などがいる。